# Kishō Kurokawa
Kishō Kurokawa (黒川 紀章?, Kurokawa Kishō; Nagoya, 8 aprile 1934 – Tokyo, 12 ottobre 2007) è stato un architetto giapponese, fondatore del movimento metabolista.

## Biografia[1][2]
Nato nel 1934 a Nagoya in Giappone, ha studiato all'Università di Kyoto dove si laurea nel 1957.
Dopo un periodo di lavoro presso lo studio dell'architetto Kenzō Tange, apre il proprio studio professionale nel 1961.
In vista della World Design Conference di Tokyo del 1960 forma insieme a Kiyonori Kikutake, Fumihiko Maki, Masato Otaka, Takashi Asada e al critico Noburu Kawazoe il gruppo Metabolism, fortemente impegnato sulle tematiche della pianificazione urbana e sullo sviluppo delle metropoli giapponesi. Kurokawa gioca un ruolo fondamentale all'interno del gruppo con numerosi progetti tra cui Wall Cluster del 1960 ed Helix City del 1961. Le soluzioni avanzate dal gruppo di rado vanno oltre il livello di semplici immagini, visivamente suggestive, ma sostanzialmente prive di dettagli e dunque lontane dalla fattibilità. I loro progetti adottano nella gran parte dei casi il modello della torre alla quale sono agganciate capsule abitative. Scrive Kurokawa nella sua Capsule Declaration:
(Kishō Kurokawa)
Kurokawa considera la capsula elemento di diversificazione sociale e non di omologazione, come rifugio e difesa della sfera individuale.
Su queste basi il risultato più importante conseguito dalla ricerca metabolista è la Nakagin Capsule Tower, progettata e costruita nel quartiere di Ginza a Tokyo da Kurokawa tra il 1971 e il 1972. Composta da 140 capsule abitative di 2,5x4x2,5 metri indipendenti e agganciate a tronco di due torri rispettivamente di 11 e 13 piani.

## Progetti[4]

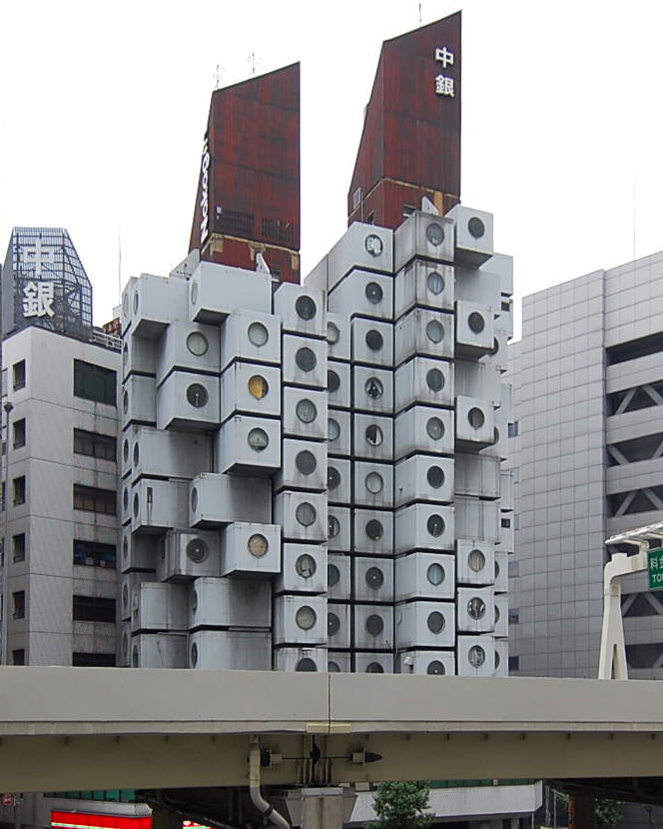
Nakagin Capsule Tower

- Centro sociale di Nishijin, Kyoto (1960)
- Municipio di Sagae (1966)
- Parco di divertimenti, Yamagata (1966)
- Nakagin Capsule Tower, Tokyo (1970-72)
- Sede centrale della banca di Fukuoka (1975)
- Sony Tower a Osaka (1975)
- Quartier generale della Croce rossa giapponese (1977)
- Sede della compagnia di assicurazioni Daido, Tokyo (1978)
- Walcoal Kojimachi Building, Tokyo (1982-84)
- Teatro nazionale, Osaka (1983)
- Centro culturale giapponese, Berlino (1985)
- Museo municipale di arte moderna, Nagoya (1987)
- Museo di arte contemporanea, Hiroshima (1989)
- Lane Crawford Place, Singapore (1993)
- Museo della scienza, prefettura di Ehime (1994)
- Kyocera Hotel, Kagoshima (1995)
- Sede del Golf Club Fujinomiya, Shizuoka (1997)
- Aeroporto internazionale, Kuala Lumpur
- Nuova ala del Museo van Gogh, Amsterdam (1998)
- Stadio Ōita (1998-2001)
- Osaka International Convention Centre, Nakanoshima (2000)
- Aeroporto internazionale, Astana (2003)
- Centro nazionale d'arte, Tokyo (2005)
- Spazio Brera di Ginza, Tokyo (2005)
- Casa sul lago, Shanghai (2005)